# Ben Kingsley
Ben Kingsley (nacido como Krishna Pandit Bhanji; Scarborough, Yorkshire, 31 de diciembre de 1943) es un actor británico, ganador de un Premio Óscar.

## Biografía

### Primeros años
Ben Kingsley nació con el nombre de Krishna Pandit Bhanji en Scarborough, Yorkshire, y creció en Pendlebury, Salford, donde estudió en el Pendleton College, lo que ahora es el Ben Kingsley Theatre. Su padre, Harji Bhanji, fue un médico de origen guyaratí, de la región del Guyarat, en la India, y su madre, Anna Lyna Mary, fue una modelo y actriz de ascendencia judía.
Kingsley empezó su carrera en el Manchester Grammar School junto a Robert Powell. Aunque fue tentado por el cine, empezó en el mundo teatral como el papel de Mosca de la adaptación que Peter Hall hizo en 1977 de la obra de Ben Jonson Volpone para el Royal National Theatre. Esta interpretación hizo que Kingsley comenzara a tener un nombre dentro de la interpretación británica, destacando por su sutil estilo de interpretación en numerosas producciones de teatro shakesperianas. Con el mismo director, un año después, participó en el montaje de El jardín de los cerezos, de Chejov, también en Londres.

### Carrera en el cine
La primera aparición de Kingsley fue un pequeño papel en El miedo es la clave (1972). A partir de aquí, dejó el mundo del cine hasta que Richard Attenborough lo escogió para hacer el papel de Mahatma Gandhi en la película Gandhi, una interpretación que le valdría el Óscar como Mejor Actor en 1982.
A partir de ese momento, a Kingsley le llovieron las ofertas y el actor británico escogió entre los roles más inverosímiles. Sus registros van desde El tren de Lenin, Maurice, Bugsy, Los fisgones, En busca de Bobby Fischer, La lista de Schindler, La muerte y la doncella.
Las actuaciones más recordadas y representativas de su talento aparte de Gandhi son como el contable judío Itzhak Stern en La lista de Schindler y la de un excoronel iraní Massoud Amir Behrani en la película de suspense Casa de arena y niebla junto a Jennifer Connelly.
También es conocido por interpretar a Moisés, en la película que lleva el mismo nombre, de la colección The Bible, de la cual también participó en la película Joseph, interpretando en la misma al amo egipcio de José, Putifar.
En general, las sólidas caracterizaciones de Kingsley son de personajes que tienen una estructura de valores rígida, versus una situación que se desarrolla desafiando la integridad de su carácter. En 2000, Kingsley fue condecorado con la Orden del Imperio Británico.
En 2013, participó junto a Robert Downey Jr. en la película Iron Man 3, interpretando al villano "El Mandarín".

## Filmografía

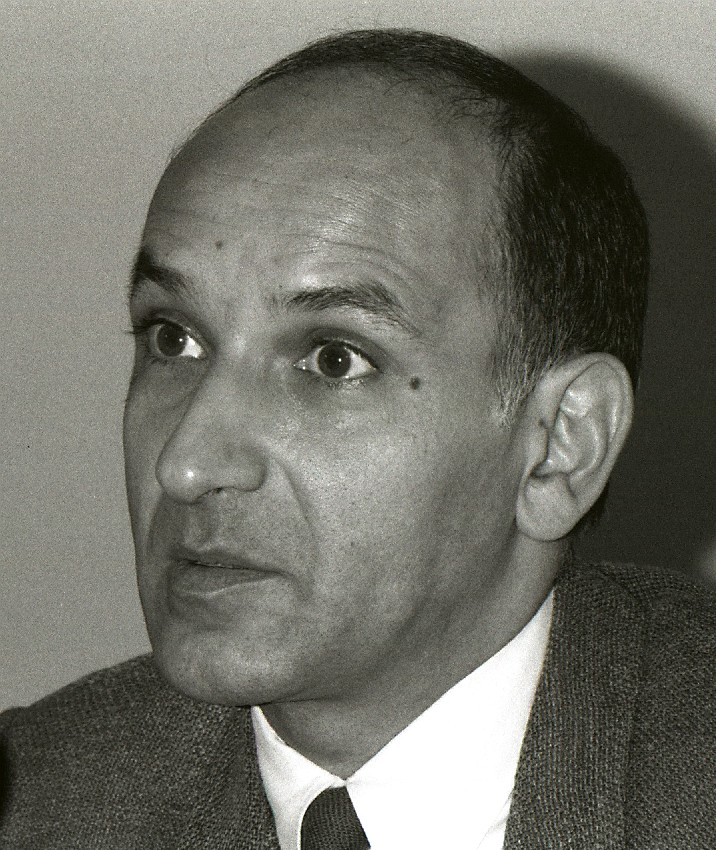
Ben Kingsley fotografiado en Suecia, en 1983, durante la promoción de Gandhi.

- El miedo es la clave (Fear Is the Key) (1972), de Michael Tuchner
- Gandhi (1982), de  Richard Attenborough
- Sin pistas (1988), de  Thom Eberhardt
- El tren de Lenin (1988), de Damiano Damiani.
- The Fifth Monkey (1990), de Eric Rochat
- Sneakers (1992), de  Phil Alden Robinson
- La lista de Schindler (1993), de Steven Spielberg
- En busca de Bobby Fischer (1993), de Steven Zaillian
- La muerte y la doncella (1994), de Roman Polanski
- Moisés (Moses) (1995), de Roger Young
- Species (1995), de Roger Donaldson
- Joseph (1995), de Roger Young
- Noche de reyes o lo que vosotros queráis (Twelfth Night) (1996), de Trevor Nunn
- Caza al terrorista (The Assignment) (1997), de Christian Duguay
- Fotografiando hadas (Photographing Fairies) (1997), de Nick Willing
- Weapons of mass distraction (1997), de Stephen Surjik
- Crimen y castigo (1998)
- Alicia en el país de las maravillas (1999), de Nick Willing
- La confesión (The Confession) (1999)
- Rules of Engagement (2000), de William Friedkin
- Sexy Beast (2001), de Jonathan Glazer
- ¿De qué planeta vienes? (What Planet Are You From?) (2001), de Mike Nichols
- Anne Frank: the whole story (2001)
- Inteligencia artificial (A.I.:Artificial Intelligence) (2001), de Steven Spielberg
- El triunfo del amor (The Triumph of Love) (2002), de Clare Peploe
- Tuck Everlasting (Tuck Everlasting) (2002), de Jay Russell
- Casa de arena y niebla (House of Sand and Fog) (2003), de Vadim Perelman
- Thunderbirds (2004), de Jonathan Frakes
- Sospechoso cero (Suspect Zero) (2004), de E. Elias Merhige
- El sonido del trueno (A Sound of Thunder) (2005), de Peter Hyams
- Bloodrayne (2005), de Uwe Boll
- Oliver Twist (2005), de Roman Polanski
- Mrs. Harris (2005), de Herman Tarnower
- El caso Slevin (Lucky Number Slevin) (2006), de  Paul McGuigan
- La última legión de Doug Lefler (2007)
- You Kill Me (2007)
- The Wackness (2008), de Jonathan Levine
- War, Inc. (2008), de Joshua Seftel
- Elegy (2008), de Isabel Coixet
- Transsiberian (2008), de Brad Anderson
- Fifty Dead Men Walking (2008), de Kari Skogland
- El Guru del Amor (2008)
- Shutter Island (2009), de Martin Scorsese
- Prince of Persia (2010), de Mike Newell
- Hugo (2011), de Martin Scorsese
- El dictador (2012), de Larry Charles
- El juego de Ender (2013), de Gavin Hood
- Iron Man 3 (2013), de Shane Black
- A Common Man  (2013), de Perry Bhandal
- El médico (2013), de Philipp Stölzl
- Asylum: el experimento (2014), de Brad Anderson
- All Hail the King [corto continuación de Iron Man 3] (2014), de Drew Pearce
- Night at the Museum: Secret of the Tomb (2014), de Shawn Levy
- Exodus: Gods and Kings (2014), de Ridley Scott
- Aprendiendo a conducir (2014), de Isabel Coixet (guion de Sarah Kernochan)
- Walking with the enemy (2014), de Mark Schmidt
- The Walk (2015), de Robert Zemeckis
- Tut (2015)
- Selfless (2015), de Tarsem Singh
- El libro de la selva (2016), de Jon Favreau
- Collide (2016), de Eran Creevy
- Security (2017), de Alain Desrochers
- Operation Finale (2018), de Chris Weitz.
- Night Hunter (2018), de David Raymond.
- The Red Sea Diving Resort (2019), de Ethan Levin
- Shang-Chi y la leyenda de los Diez Anillos (2021), de Destin Daniel Cretton
- Jules (2023) de Marc Turtletaub[1]

## Videojuegos
En el año 2010, Ben Kingsley le prestó su voz a Sabine, rey de Mist Peak, uno de los personajes del videojuego Fable III, de la extinta desarrolladora Lionhead Studios.

## Premios y nominaciones
Premios Óscar
| Año  | Categoría              | Película               | Resultado |
| ---- | ---------------------- | ---------------------- | --------- |
| 1983 | Mejor actor            | Gandhi                 | Ganador   |
| 1992 | Mejor actor de reparto | Bugsy                  | Nominado  |
| 2002 | Mejor actor de reparto | Sexy Beast             | Nominado  |
| 2004 | Mejor actor            | Casa de arena y niebla | Nominado  |

Premios Globo de Oro
| Año  | Categoría                                        | Película               | Resultado |
| ---- | ------------------------------------------------ | ---------------------- | --------- |
| 2003 | Mejor actor - Drama                              | Casa de arena y niebla | Nominado  |
| 2002 | Mejor actor de reparto                           | Bestia salvaje         | Nominado  |
| 1991 | Mejor actor de reparto                           | Bugsy                  | Nominado  |
| 1983 | Mejor actor - Drama                              | Gandhi                 | Ganador   |
| 1983 | Globo de Oro a la nueva estrella del año - Actor | Gandhi                 | Nominado  |

Premios BAFTA
| Año  | Categoría              | Película              | Resultado |
| ---- | ---------------------- | --------------------- | --------- |
| 1993 | Mejor actor de reparto | La lista de Schindler | Nominado  |
| 1982 | Mejor actor            | Gandhi                | Ganador   |

Premios Satellite
| Año  | Categoría                     | Película    | Resultado |
| ---- | ----------------------------- | ----------- | --------- |
| 2007 | Mejor actor - Comedia/musical | You Kill Me | Nominado  |

Premios del Cine Europeo
| Año  | Categoría                     | Película       | Resultado |
| ---- | ----------------------------- | -------------- | --------- |
| 2001 | Premio al mejor actor europeo | Bestia salvaje | Ganador   |

Premios Grammy
| Año  | Categoría                                       | Película            | Resultado |
| ---- | ----------------------------------------------- | ------------------- | --------- |
| 1985 | Mejor documental hablado o grabación no musical | The Words of Gandhi | Ganador   |

### Entrevistas
- Interview, 9/27/05, Cinema Confidential
- Interview, 9/22/05, Dark Horizons Archivado el 9 de diciembre de 2008 en Wayback Machine.
- Interview, 7/28/04, IGN Films
- Interview, 12/03, About.com
- Interview, 4/02, About.com
- Interview, 6/01, PopMatters
- Interview, 1/02/01, The Guardian UK
- Interview, 1996, Performance

- Datos: Q173158
- Multimedia: Ben Kingsley / Q173158